# Оберёш
Оберёш (нем. Oberösch) — бывшая коммуна в Швейцарии, в кантоне Берн. 
До 2009 года входила в состав округа Бургдорф, с 2010 года — в Эмменталь. С 1 января 2016 года вошла в состав коммуны Эрзиген.
Население составляет 119 человек (на 31 декабря 2006 года). Официальный код — 0419.